# Semiramide (nome)
Semiramide  è un nome proprio di persona italiano femminile.

## Varianti
- Ipocoristici: Semira[2][3]

### Varianti in altre lingue
- Assiro: Sammur-amat
- Catalano: Semiramis[4]
- Esperanto: Semiramiso
- Francese: Sémiramis
- Greco bizantino: Σεμίραμις (Semiramis)[3]
- Inglese: Semiramis
- Islandese: Semíramis
- Latino: Semiramis[1][3]
- Lituano: Semiramidė
- Polacco: Semiramida
- Portoghese: Semíramis
- Spagnolo: Semíramis[4]
- Ungherese: Szemiramisz

## Origine e diffusione

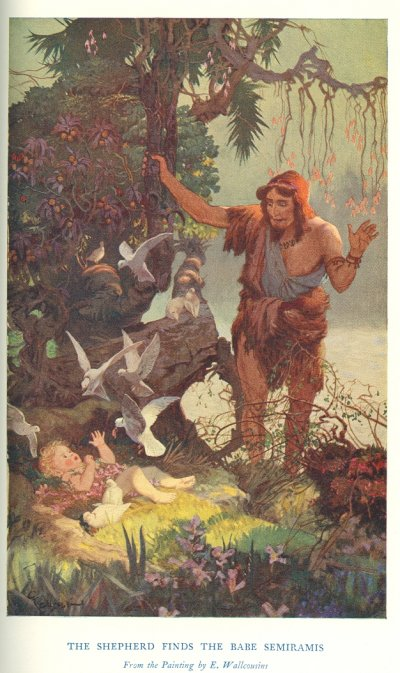
Il pastore trova Semiramide neonata, di Ernest Wallcousins

Nome di scarsissima diffusione, riprende quello della leggendaria regina assira Semiramide, ritenuta la fondatrice di Babilonia, diffusosi per via teatrale tramite numerose opere drammatiche e musicali, come la Semiramide di Rossini.
Il nome deriva da Σεμίραμις (Semiramis), la forma tarda greca del nome sumero o assiro Sammur-amat, la cui etimologia non è chiara, ed è indicata diversamente: molte fonti la ricollegano alla leggenda secondo cui Semiramide venne allevata da delle colombe, e propongono quindi come significato "amica dei colombi", "amante dei colombi", "colei che viene fra i colombi" o anche solo "colomba"; in quest'ultimo caso sarebbe analogo per semantica ai nomi Giona, Colombo, Paloma, Dove e Jemima.
Alternativamente viene identificato come "dono del mare", in accordo con la leggenda secondo la quale Semiramide nacque dal mare allo sbarcare di Nimrod. In alcuni casi la prima parte del nome, sammur, viene ricollegata anche al toponimo ebraico Shinar e a quello accadico Šumer (da cui "Sumer").

## Onomastico
L'onomastico può essere festeggiato il primo di novembre, festa di Ognissanti, non essendovi sante con questo nome che è quindi adespota.

## Persone
- Semiramide, regina assira
- Semiramide D'Appiano D'Aragona, nobile italiana

### Variante Semiramis
- Semiramis Pekkan, attrice e cantante turca

## Il nome nelle arti
- Semiramide è un brano del cantante italiano Charlie Cinelli.